# 노비벨리아
노비벨리아(이탈리아어: Novi Velia)는 이탈리아 캄파니아주 살레르노도에 위치한 코무네다.
도시의 명칭은 근처에 있는 유적지인 고대 그리스 도시 벨리아에서 유래했다.